# خوان الوارز (بازیکن فوتبال، زاده ۱۹۹۷)
خوان الوارز (انگلیسی: Juan Álvarez؛ زادهٔ ۲۷ اکتبر ۱۹۹۷) بازیکن فوتبال اهل آرژانتین است.